# Semipresidencialismo
Semipresidencialismo, ou sistema executivo dual, é um sistema de governo em que o presidente partilha o poder executivo com um primeiro-ministro e um conselho de ministros (gabinete), sendo os dois últimos responsáveis perante o poder legislativo do estado. Ele difere de uma república parlamentar na medida em que tem um chefe de estado eleito diretamente pela população e que é mais do que uma figura puramente cerimonial como no parlamentarismo, e também difere do presidencialismo no conselho de ministros, que embora seja nomeado pelo presidente, responde perante o poder legislativo, o que pode forçar o conselho de ministros a demitir-se por meio de uma moção de censura (ou moção de censura construtiva).
Apesar da República Alemã de Weimar (1919-1933) e da Finlândia (de 1919 a 2000) terem exemplificado os primeiros sistemas semipresidencialistas, o termo "semipresidencialista" foi introduzido pela primeira vez num artigo de 1959 pelo jornalista Hubert Beuve-Méry, e popularizado pelo trabalho escrito em 1978 pelo cientista político Maurice Duverger, ambos com a intenção de descrever a Quinta República Francesa (estabelecida em 1958 em régime semi-présidentiel, regime semipresidencialista).

## Definição
A definição original de Maurice Duverger de semipresidencialismo afirmava que o presidente deveria ser eleito, possuir poder significativo e servir por um mandato fixo. As definições modernas apenas declaram que o chefe de estado deve ser eleito por sufrágio universal direto e que o primeiro-ministro separado, que depende da confiança do parlamento, deve liderar o conselho de ministros (gabinete).
O sistema semipresidencial é uma categoria de sistema de governo teorizada pelo cientista político Maurice Duverger que tem características mistas de duas outras categorias:
- o sistema parlamentar, caracterizado por uma separação de poderes flexível e pela responsabilidade do governo perante o parlamento em troca de poderes do governo sobre o parlamento, em particular o direito de dissolução;
- e o sistema presidencialista, caracterizado por uma separação estrita de poderes, ausência de responsabilidade governamental e ausência do direito de dissolução.

Estes sistemas diferenciam-se principalmente de acordo com a existência ou não de responsabilização recíproca do poder executivo e do parlamento.

## Subtipos
Existem dois subtipos distintos de semipresidencialismo: primeiro-ministro presidencial e presidente parlamentar.
Sob o subtipo primeiro-ministro presidencial (também chamado premiê presidencial), o primeiro-ministro e o conselho de ministros (gabinete) são exclusivamente responsáveis perante o parlamento. O presidente escolhe o primeiro-ministro e o conselho de ministros (gabinete), mas apenas o parlamento pode aprová-los ou removê-los do cargo com uma moção de censura (ou moção de censura construtiva). O presidente não tem a prerrogativa de demitir o primeiro-ministro ou o conselho de ministros mas, em determinadas circunstâncias excecionais, o presidente pode contornar esta limitação, através do exercício do poder discricionário de dissolver o parlamento, o que obriga à demissão do primeiro-ministro e do conselho de ministros. Este subtipo é usado em: Argélia, Burkina Faso, Cabo Verde, República Democrática do Congo, Timor-Leste, Egito, França, Haiti, Lituânia, Madagáscar, Mali, Mongólia, Níger, Geórgia (2013–2018), Polónia (de facto, mas, de jure com a Constituição, a Polónia é parlamentarista), Portugal, Romênia, São Tomé e Príncipe, Sérvia (de facto, mas, de jure com a Constituição, a Sérvia é parlamentarista), Tunísia, Ucrânia (desde 2014; anteriormente, entre 2006 e 2010).
Sob o subtipo presidente parlamentar, o primeiro-ministro e o conselho de ministros (gabinete) são ambos responsáveis perante o presidente e o parlamento. O presidente escolhe o primeiro-ministro e o conselho de ministros (gabinete), mas deve ter o apoio de uma maioria parlamentar para a sua escolha. Para remover o primeiro-ministro ou todo o conselho de ministros do poder, o presidente pode demiti-los, ou uma maioria parlamentar pode removê-los por meio de uma moção de censura (ou moção de censura construtiva). Este subtipo de semipresidencialismo é muito mais próximo do presidencialismo puro. É usado em: Azerbaijão, República do Congo, Guiné-Bissau, Mauritânia, Moçambique, Namíbia, Palestina, Rússia, Sri Lanka, Síria e Taiwan. Também foi usado na Ucrânia (primeiro entre 1996 e 2005; e depois entre 2010 e 2014), Geórgia (de 2004 a 2013), Coreia do Sul (durante a Quarta e Quinta repúblicas) e Alemanha durante a República de Weimar.

## Divisão de poderes
A distribuição de poder entre o presidente e o primeiro-ministro pode variar muito entre os países.

Na França o ato de nomeação do primeiro-ministro compete ao presidente como chefe de estado.

Na França, por exemplo, no caso de coabitação (quando o presidente e o primeiro-ministro vêm de partidos opostos), o presidente supervisiona a política externa e a política de defesa (geralmente designadas les prérogatives présidentielles, prerrogativas presidenciais) e o primeiro-ministro é encarregue da política interna e da política econômica. Neste caso, a divisão de responsabilidades entre o primeiro-ministro e o presidente não está explicitamente declarada na constituição, mas evoluiu para uma convenção política com o costume baseada no princípio constitucional de que o primeiro-ministro é nomeado (com a subsequente aprovação por uma maioria parlamentar) e destituído pelo presidente. Por outro lado, sempre que o presidente e o primeiro-ministro representam o mesmo partido político, que lidera o conselho de ministros (gabinete), eles tendem a exercer o controlo de fato sobre todos os campos da política por meio do primeiro-ministro. No entanto, cabe ao presidente decidir quanta autonomia é deixada ao primeiro-ministro.

## Coabitação
Os sistemas semipresidencialistas podem, por vezes, experimentar períodos de tempos em que o presidente e o primeiro-ministro são de partidos políticos diferentes. Isto é chamado de "coabitação", um termo que se originou na França, quando a situação surgiu pela primeira vez na década de 1980. A coabitação pode também criar um sistema eficaz de pesos e contrapesos ou um período de obstrução amargo e tenso, dependendo das atitudes dos dois líderes, das ideologias dos seus partidos políticos, e das demandas dos seus apoiantes.
Na maioria dos casos, a coabitação é resultado de um sistema no qual os dois líderes do poder executivo não são eleitos ao mesmo tempo ou pelo mesmo período de duração do mandato. 

### Caso da França
A França, em 1981, elegeu tanto um presidente quanto uma maioria parlamentar socialista, o que teve como consequência um primeiro-ministro também socialista. Mas, enquanto o mandato do presidente era de sete anos, o mandato da assembleia nacional de França era de apenas cinco anos. Quando, nas eleições legislativas de 1986, os franceses elegeram uma assembleia nacional de centro-direita, o presidente socialista Mitterrand foi forçado a coabitar com o primeiro-ministro de centro-direita Jacques Chirac.
No entanto, em 2000, emendas à constituição francesa reduziram a duração do mandato do presidente francês de sete para cinco anos. Isto reduziu significativamente as probabilidades da coabitação voltar a ocorrer, visto que as eleições parlamentares e presidenciais agora passaram a ser realizadas dentro de um intervalo de tempo mais curto entre uma e outra.

### Caso de Portugal
Em Portugal a coabitação entre presidente e primeiro-ministro originários de partidos diferentes é habitual, visto que as eleições presidenciais e as eleições legislativas portuguesas são intercaladas e, enquanto que o mandato do presidente é de 5 anos, o mandato da assembleia da república é de 4 anos.

## Vantagens e desvantagens
A incorporação de elementos caraterísticos tanto das repúblicas presidencialistas como das repúblicas parlamentares pode trazer alguns elementos vantajosos, no entanto, também cria algumas desvantagens, muitas vezes relacionadas com a confusão produzida pelos padrões mistos de autoridade.

### Vantagens
O parlamento tem a capacidade de remover um primeiro-ministro impopular, mantendo assim a estabilidade durante todo o mandato fixo do presidente.
Na maioria dos sistemas semipresidenciais, segmentos importantes da burocracia governativa são retirados do presidente, criando pesos e contrapesos adicionais de forma a que o funcionamento quotidiano e os problemas do governo fiquem relativamente afastados do chefe de estado, o que permite que os problemas sejam analisados pelos seus próprios méritos e à luz dos seus antecedentes e das suas consequências, ao invés de estarem sempre vinculadas ao posicionamento político do chefe de estado e à figura do chefe de estado.

### Desvantagens
O sistema providencia cobertura para o presidente, porque as políticas impopulares podem ser atribuídas ao primeiro-ministro que lidera as operações quotidianas do governo. Isto cria uma sensação de confusão em relação à prestação de contas, pois não há um senso relativamente claro de quem é responsável pelos sucessos e pelos fracassos das políticas implementadas.
Gera tanto confusão como ineficiência no processo legislativo, pois a capacidade de aprovar moções de censura ou moções de censura construtivas faz com que o primeiro-ministro tenha que responder perante o parlamento.

## Características

### As variáveis de Maurice Duverger
A noção de “regime semipresidencialista” foi expressa pela primeira vez em França em 1959 por Hubert Beuve-Méry num artigo publicado no Le Monde a 8 de janeiro. Maurice Duverger captou-o e desenvolveu-o pela primeira vez em 1970 na décima primeira edição do seu manual de direito constitucional, antes de refiná-lo posteriormente em várias das suas obras, como L'Echec au Roi escrita em 1978.
Maurice Duverger é o autor que primeiro formulou o semipresidencialismo como um tipo distinto de sistema político. Inicialmente, a análise dicotómica "parlamentar/presidencial" prevaleceu, e os debates (notavelmente entre Don Price, em 1943, e Harold Laski, em 1944) concentraram-se exclusivamente nesta oposição.
O sistema semipresidencialista pode ser definido pelos seguintes critérios:
- um presidente eleito por sufrágio universal direto;
- um chefe de estado com prerrogativas específicas;
- e um governo, composto pelo primeiro-ministro e pelo conselho de ministros, responsável perante o parlamento.

As responsabilidades são, portanto, partilhadas entre o chefe de governo e o chefe de estado, uma divisão que pode variar de acordo com as constituições dos países.
Maurice Duverger identifica três variáveis para explicar as diferentes modalidades de influência presidencial:
1. Os poderes constitucionais do presidente: Duverger classifica a influência dos presidentes em seis países da Europa Ocidental que tem em consideração por grau de importância;
2. O contexto do desenvolvimento do sistema: Duverger enfatiza a importância da "combinação de tradições e circunstâncias" (Duverger 1980: 180);
3. A relação do presidente com a maioria no parlamento: Duverger realça que essa é a sua principal variável, da qual depende realmente o poder presidencial.

Na obra Échec au Roi, Maurice Duverger define o semipresidencialismo como o sistema de governo no qual o chefe de estado é eleito pelo povo, reconhecendo assim a legitimidade democrática necessária para exercer os poderes relevantes que a constituição lhe atribui, e o governo, composto pelo primeiro-ministro e pelo conselho de ministros, é responsável politicamente perante o parlamento. O parlamento pode, através de uma moção de censura (ou moção de censura construtiva), forçar a demissão do governo. Difere do parlamentarismo por apresentar um chefe de estado com atribuições que o tornam muito mais do que uma simples figura protocolar ou mero um mediador político, e difere também do presidencialismo pelo fato de o governo ser responsável perante o parlamento. Assim, Duverger coloca a problemática da definição do sistema de governo no plano da constituição. E é a partir desta que se pode dizer qual o sistema de governo vigente num determinado país, para além da observação do funcionamento prático dos sistemas.
Num sistema semipresidencialista, a linha divisória entre os poderes do chefe de estado e do chefe de governo varia consideravelmente de país para país. Na França e na Romênia, por exemplo, o presidente tem a prerrogativa política externa e a política de defesa, e o primeiro-ministro e o conselho de ministros da política interna e da política econômica. Em Portugal, a política externa e a política de defesa estão também associadas ao primeiro-ministro e ao conselho de ministros, que devem referendar a maioria das decisões do presidente. Neste caso, a divisão de poderes não é explicitada na constituição, mas evoluiu com o costume político. O presidente pode dissolver o parlamento, convocando automaticamente eleições legislativas, e conduzindo à cessação de funções do primeiro-ministro e do conselho de ministros.

### Outros autores
Oleh Protsyk examina apenas os países com constituições com características de sistema semipresidencialista e concentra-se nas variações institucionais dentro desta categoria. Assim, ele descobre que as variações que existem na Europa dentro dos regimes semi-presidencialistas são o resultado do país pertencer ao subtipo presidente parlamentar ou primeiro-ministro presidencial. Ele também destaca a importância de outras variáveis, como a existência de clientelismo político ou não, se as eleições presidenciais e legislativas são simultâneas ou não.
Neto e Strøm levantaram a hipótese de que o nível dos poderes presidenciais, bem como a perspectiva eleitoral do primeiro-ministro, poderiam explicar as variações nos tipos de regimes semipresidenciais. Para isso, utilizam o método de Shugart e Carey para medir os poderes constitucionais do presidente. A recente literatura dedutiva do semipresidencialismo sugere que os modelos derivados das teorias podem fornecer explicações internacionais mais robustas para as questões fundamentais de Duverger. Duverger concentra-se efetivamente na França apenas para, então, extrapolar a partir desse modelo. É esse método indutivo para explicar o semipresidencialismo que é criticado por autores contemporâneos.

## Países semipresidencialistas
Itálico indica estados com reconhecimento limitado.

### Subtipo de primeiro-ministro presidencial
O presidente tem a autoridade para escolher o primeiro-ministro e o conselho de ministros com a aprovação do programa de governo pelo parlamento, mas apenas o parlamento pode destituí-los do cargo por meio da aprovação de uma moção de censura (ou moção de censura construtiva). No entanto, em várias destas repúblicas, ainda que o presidente não tenha o poder de demitir diretamente o primeiro-ministro ou o conselho de ministros, ele pode dissolver o parlamento em determinadas circunstâncias excecionais.
- Argélia
- Burkina Faso
- Cabo Verde
- República Democrática do Congo
- Timor-Leste
- Egito
- França[36]
- Haiti
- Lituânia
- Madagáscar
- Mali
- Mongólia
- Níger
- Chipre do Norte
- Polónia (de facto semipresidencialista, de jure parlamentarista)
- Portugal
- Roménia
- São Tomé e Príncipe
- Sérvia (de facto semipresidencialista, de jure parlamentarista)
- Tunísia
- Ucrânia

### Subtipo de presidente parlamentar
O primeiro-ministro e o conselho de ministros trabalham sob as diretrizes do presidente muito mais do que num subtipo de primeiro-ministro presidencial. O presidente escolhe o primeiro-ministro sem necessidade de uma moção de confiança do parlamento mas deve ter o apoio de uma maioria parlamentar para a sua escolha. Para remover um primeiro-ministro, ou todo o conselho de ministros, do poder, o presidente pode demiti-los ou o parlamento pode removê-los por meio da aprovação de uma moção de censura (ou moção de censura construtiva). Em várias destas repúblicas, o presidente também tem a autoridade para dissolver o parlamento em determinadas circunstâncias excecionais.
- Azerbaijão
- República do Congo
- Guiné-Bissau
- Mauritânia
- Moçambique
- Namíbia
- Palestina
- Rússia
- Sri Lanka
- Ossétia do Sul
- Síria
- Taiwan
- Transnístria

### Antigas repúblicas semipresidencialistas
- (1991–1998, 2013–2018) Arménia
- (1990-2000) Croácia
- (1940-1976) Cuba
- (1919-2000) Finlândia
- (2004-2018) Geórgia
- (1919-1933) Alemanha[37]
- (1990-2001) Moldávia
- (1999-2001) Paquistão
- (1981-1986) Filipinas
- (1991) RSFS da Rússia
- (1990–1991) União Soviética
- (1972-1988) Coreia do Sul
- (1991) RSS da Ucrânia
- (1991-1995) Ucrânia